# Robert Mapplethorpe
Robert Mapplethorpe (Floral Park, 4 de novembre de 1946 - Boston, 9 de març de 1989) va ser un fotògraf estatunidenc, conegut pel seu tractament de temes controvertits a gran escala amb fotografies en blanc i negre altament estilitzades. El seu treball va abastar una gran varietat de temes, incloent-hi retrats de celebritats, nus masculins i femenins, autoretrats i les imatges de natura morta de flors. El seu treball més controvertit és el de l'escena BDSM underground de finals dels anys 1960 i de principis dels 70 de la ciutat de Nova York. L'homoerotisme d'aquest treball va alimentar un debat nacional sobre el finançament públic d'obres controvertides. 

## Exposicions seleccionades
- 1973: Polaroids, Light Gallery, New York, 1977; Holly Solomon Gallery, New York, 1977
- 1979: Robert Mapplethorpe: 1970-1975, Robert Samuel Gallery, New York
- 1980: Black Males, Jurka Gallery, Amsterdam, Netherlands
- 1983: Lady, Lisa Lyons, Leo Castelli Gallery, New York
- 1988: 
  - Whitney Museum of American Art, New York
  - New Color Work, Robert Miller Gallery, New York, NY
  - Robert Mapplethorpe, the Perfect Moment, Institute of Contemporary Art, Philadelphia; Washington Project for the Arts, Washington D.C., 1989
- 1991: Robert Mapplethorpe, Early Works, Robert Miller Gallery, New York
- 1994: The Robert Mapplethorpe Gallery, Solomon R. Guggenheim Museum, New York
- 1996: Children, Robert Miller Gallery, New York
- 2017: Robert Mapplethorpe: A perfectionist, Kunsthal, Rotterdam[1]
- 2018: Robert Mapplethorpe: Pictures, Museo Serralves, Porto[2][3]